# Седр
Седр (фр. Seudre) је река у Француској. Дуга је 68 km. Улива се у Атлантски океан. 